# Castelo de Karlsburg

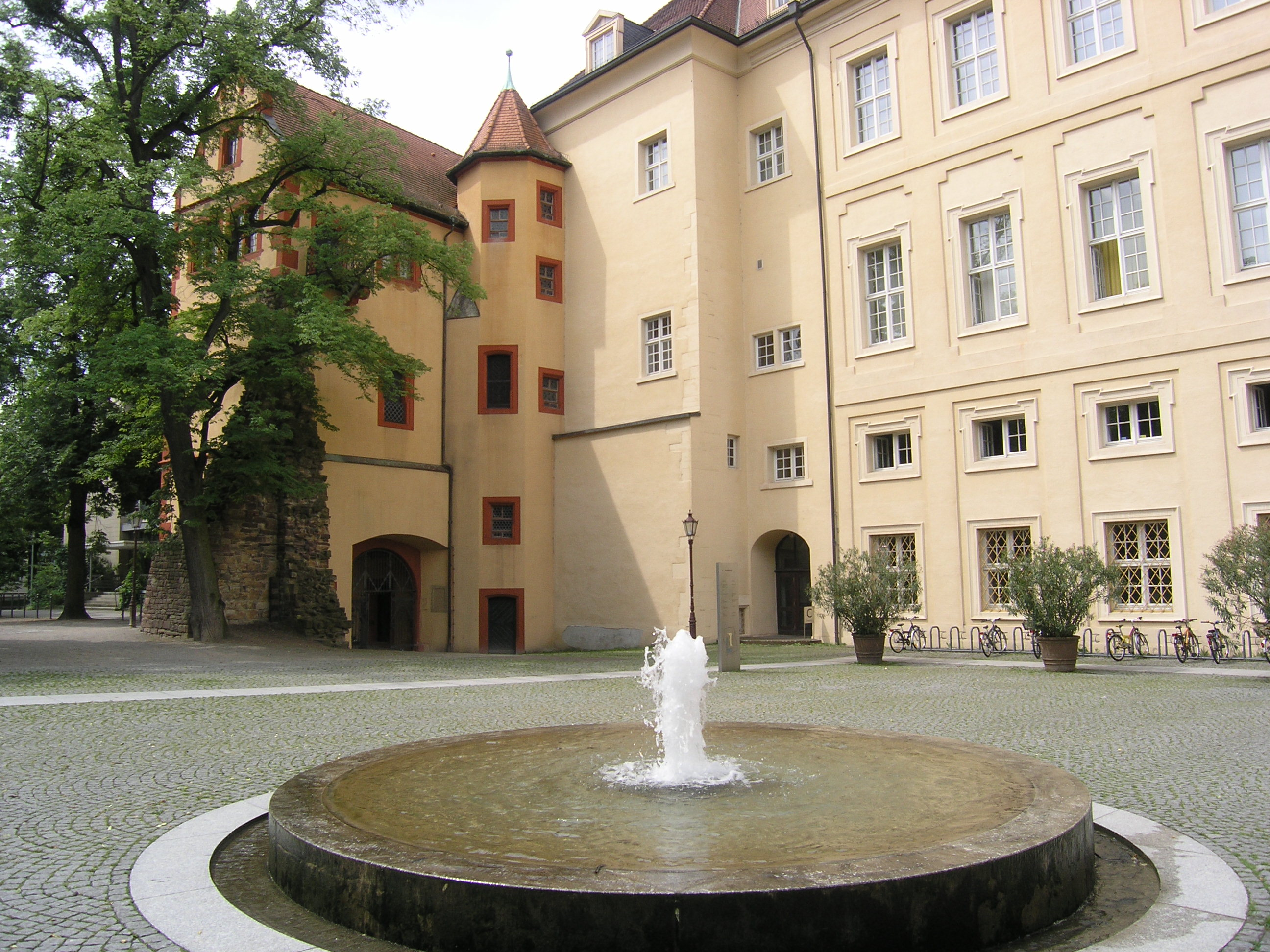
Parte traseira com restos da muralha

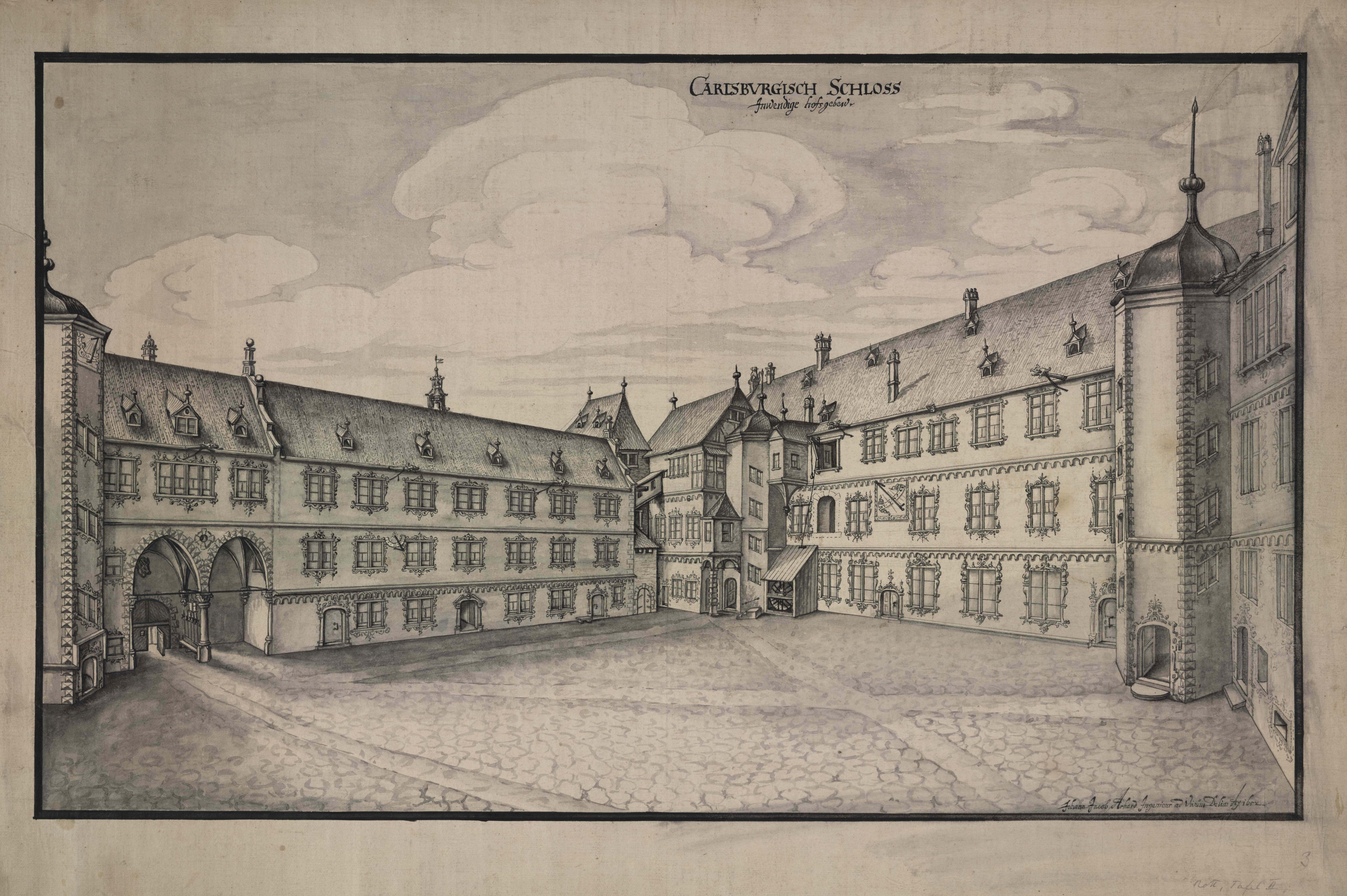
Pátio do Karlsburg em 1652

O Karlsburg (lit. "Burgo de Carlos") em Durlach, distrito de Karlsruhe, caracteriza a história da Marca de Bade desde 1563. De sua parte histórica inicial está preservado apenas o Prinzessinnenbau.
O porquê do marquês Carlos II, até então com residência em Pforzheim, decidiu em 1563 negociar com os habitantes de Durlach, e o que Durlach lhe ofereceu, não é conhecido. Ele decidiu então ampliar o Tiefburg medieval existente em Durlach para seu castelo, onde estabeleceu sua residência. Seus sucessores ampliaram o castelo, até que a cidade e o castelo foram incendiados pelos franceses em 1689. Somente em 1698 o marquês Frederico VII de Baden-Durlach retornou do exílio em Basileia, começando então a reconstrução. Planejado com grandes dimensões e em um momento da pobreza absoluta e de destruição, houve atrito com  os cidadãos de Durlach, que se recusaram a apoiar a reconstrução do castelo. Em 1703 as obras pararam definitivamente, depois de apenas duas alas do castelo estarem concluída e ocupadas pela família do marquês.
Seu filho e sucessor marquês Carlos III Guilherme de Baden-Durlach decidiu em 1715 mover sua residência para fora de Durlach, construindo um castelo completamente novo, encerrando assim completamente as discussões - o que também significou a fundação da cidade de Karlsruhe. A corte mudou-se em 1718 para o novo castelo. Apenas a condessa Madalena Guilhermina de Württemberg permaneceu em Durlach, até sua morte em 1742.
O Karlsburg foi ocupado depois por escritórios administrativos, e serviu como quartel algumas vezes. Desde 1924 o Museu Pfinzgau está alojado em suas dependências. Em 1964, uma ala foi demolida para dar espaço para o Castelo Escola de Durlach. O castelo foi completamente renovado de 1973 a 1988. Atualmente o castelo abriga, entre outros, o Cartório de Durlach, o Museu Pfinzgau, o Museu Cárpato-Alemão, salas de aula para a educação de adultos, o Ginásio do Marquês, o salão de baile histórico e a Biblioteca de Durlach.

## Panorama Images
- Karlsburg, Durlach - 360 Degree View with WikiCommons equirectangular Image